# Galtee Castle

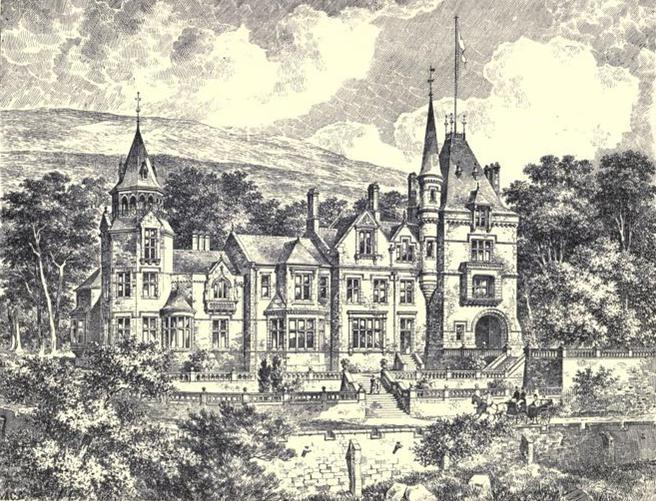
Zeichnung von Galtee Castle um 1895

Galtee Castle (irisch Caisleán na nGaibhlte) war ein großes Landhaus im Townland Skeheenarinky am Fuße der Galtee Mountains, etwa 10 km nordöstlich von Mitchelstown im irischen County Tipperary.

## Geschichte

### Ursprünge
Ursprünglich entstand an dieser Stelle um 1780 eine Jagdhütte für Robert King, 2. Earl of Kingston (1754–1799). Der 3. Earl (1771–1839) ließ diese um 1825 umbauen.
In den 1850er-Jahren waren die Kings wegen ihrer Schulden gezwungen, große Teile ihres Landbesitzes zu verkaufen, darunter auch die Jagdhütte und etwa 8000 Hektar umgebenden Landes. Daraus wurde ein neues Anwesen, dessen größter Teil an Bauern verpachtet wurde.
Um 1892 wurde das Gebäude umgebaut und erweitert, als Abel Buckley das Anwesen von seinem Bruder Nathaniel Buckley erbte, der es bereits 1873 als Alleinbesitz gekauft hatte.

### Abriss
Die Irish Land Commission, eine Staatsbehörde, kaufte Anwesen und Haus Ende der 1930er-Jahre; nachdem sie das Land zwischen Aufforstung und Bauern aufgeteilt hatte, wurde das Haus zum Verkauf angeboten. Die Land Commission nahm ein Angebot von Fr. Tobin aus Glanworth im County Cork an, der angab, dass er die Bausteine und die Dacheindeckung nutzen wollte, um eine neue Kirche in seiner Pfarrgemeinde zu bauen. So wurde das Gebäude um 1941 abgerissen und demontiert.
Heute ist nur mehr sehr wenig auf dem Grundstück des ehemaligen Hauses erhalten; lediglich Teile der unteren Fundamente sind noch zu sehen. In der Nähe liegen einige Bauernhäuser des Anwesens und zwei Torhäuser. Die Wälder und Wege um das Grundstück wurden als öffentliches Erholungsgelände namens Galtee Castle Woods ausgebaut.